# 湊町リバープレイス

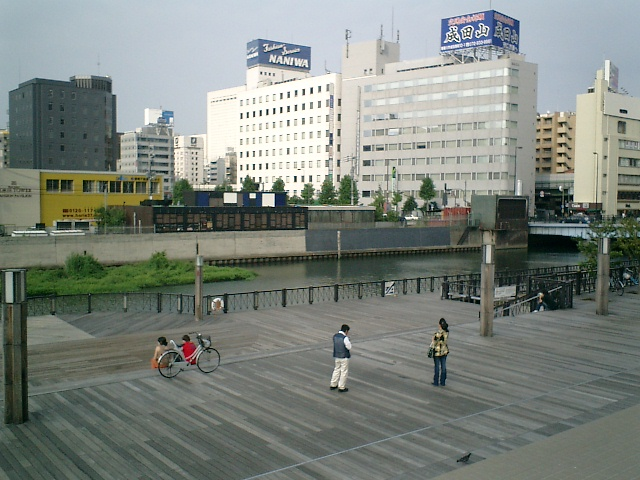
湊町船着場

湊町リバープレイス（みなとまちリバープレイス）は、大阪市浪速区湊町一丁目にある、多目的複合イベントスペースである。
本項では、同建物内にある阪神高速道路のパーキングエリアである、湊町パーキングエリアについても記述する。

## 概要
大阪市の都市構造再編プロジェクト「ルネッサなんば」のウォーターフロントゾーンとして、旧国鉄湊町駅（現 JR難波駅）の貨物ヤード跡地に開発され、2002年7月16日に開業した。
プラザ1（地下2階）、プラザ2（1階）、プラザ3（2階）の屋外イベントゾーン3箇所と、エフエム大阪の社屋（プラザ3にオープンスタジオを設置している）、3階から6階を占めるライブハウス「なんばHatch」およびオフィスなどで構成されており、音楽・パフォーマンスイベントや展示会に幅広く使用されている。また、建物の一部を阪神高速道路の湊町出入口と共有しているほか、2階は湊町PAとしても利用されている。なお、湊町リバープレイスの他の施設と同PAは接続していない。
北側には道頓堀川を航行する遊覧船が使用する湊町船着場があり、また、道頓堀川に架かる浮庭橋を渡って南堀江にアクセスできる。南側には千日前通（阪神高速15号堺線）を挟んでJR難波駅や大阪シティエアターミナル (OCAT) およびバスターミナルがあり、地下通路で連絡している。

## 主な入居施設

### なんばHatch
なんばHatch（なんばハッチ）は、本施設の中核施設となるライブハウス。当施設の3階から6階までを使用している。名称は、建物の外観が八角形であることが由来で、DJの谷口キヨコが命名した。
2002年7月16日・17日に開催された「大阪－シカゴ　ブルースフェスティバル」でオープン（オーティス・クレイ、ビリー・ブランチ、デボラ・コールマンらが出演）。
日本のライブハウスとしては唯一、優良ホール100選に選ばれている。
- 施設概要
  - 1階席（施設5階） - 602席[3]（スタンディング1,778人）、ドリンクコーナーなど[4]。
  - 2階席（施設6階） - 153席[3]
  - 入口、ロビー、レストランなど（施設3階）[4]
  - 楽屋、倉庫（施設4階）[5]

### 湊町PA

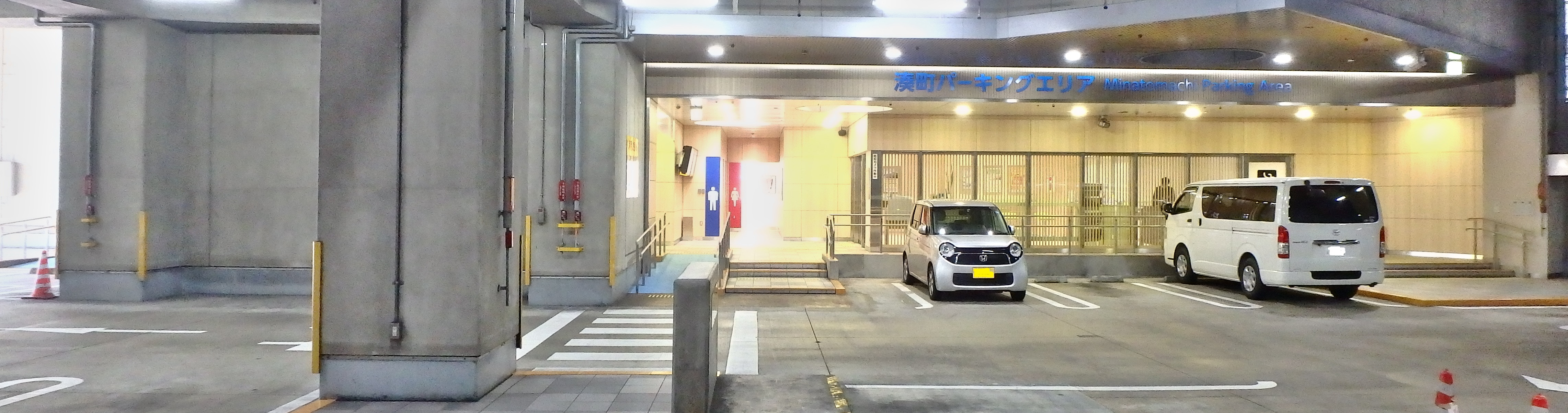
湊町パーキングエリア

湊町パーキングエリア（みなとまちパーキングエリア）は、阪神高速道路15号堺線のパーキングエリア (PA) である。当施設の一部（2階部分）を共用している。
当PAは15号堺線堺方面からの湊町出口の出路より分岐して入場し、出場後は1号環状線信濃橋方面への湊町入口の入路に合流する。そのため、当PAを利用した場合は湊町出口を利用できなくなる。
自動販売機の管理は京阪レストランに委託されている。

## 交通
地下通路（駅コンコース）からの最寄りの出口番号は「26-B」である。
- Osaka Metro四つ橋線・御堂筋線・千日前線難波駅より徒歩約2～5分。
- JR西日本関西本線（大和路線）JR難波駅より徒歩約3分。
- 近鉄難波線・阪神なんば線大阪難波駅より徒歩約2分。